# Christoph Sauser
Christoph Sauser (Sigriswil, 13 de abril de 1976) es un deportista suizo que compitió en ciclismo de montaña en la disciplina de campo a través.
Participó en tres Juegos Olímpicos de Verano, entre los años 2000 y 2008, obteniendo una medalla de bronce en Sídney 2000 en la prueba de campo a través.
Ganó cinco medallas en el Campeonato Mundial de Ciclismo de Montaña entre los años 2000 y 2008, y dos medallas de plata en el Campeonato Europeo de Ciclismo de Montaña, en los años 2006 y 2008.
Además, obtuvo siete medallas en el Campeonato Mundial de Ciclismo de Montaña en Maratón entre los años 2007 y 2015, y tres medallas en el Campeonato Europeo de Ciclismo de Montaña en Maratón entre los años 2007 y 2014.

## Medallero internacional
| Juegos Olímpicos   | Juegos Olímpicos        | Juegos Olímpicos  | Juegos Olímpicos           |
| Año                | Lugar                   | Medalla           | Competición                |
| ------------------ | ----------------------- | ----------------- | -------------------------- |
| 2000               | Sídney (Australia)      | Medalla de bronce | Campo a través             |
| Campeonato Mundial |                         |                   |                            |
| Año                | Lugar                   | Medalla           | Competición                |
| 2000               | Sierra Nevada (España)  | Medalla de plata  | Campo a través por relevos |
| 2001               | Vail (Estados Unidos)   | Medalla de bronce | Campo a través             |
| 2005               | Livigno (Italia)        | Medalla de plata  | Campo a través             |
| 2006               | Rotorua (Nueva Zelanda) | Medalla de plata  | Campo a través             |
| 2008               | Val di Sole (Italia)    | Medalla de oro    | Campo a través             |
| Campeonato Europeo |                         |                   |                            |
| Año                | Lugar                   | Medalla           | Competición                |
| 2006               | Lamosano (Italia)       | Medalla de plata  | Campo a través             |
| 2008               | St. Wendel (Alemania)   | Medalla de plata  | Campo a través             |

| Campeonato Mundial | Campeonato Mundial           | Campeonato Mundial | Campeonato Mundial |
| Año                | Lugar                        | Medalla            | Competición        |
| ------------------ | ---------------------------- | ------------------ | ------------------ |
| 2007               | Verviers (Bélgica)           | Medalla de oro     | Campo a través     |
| 2008               | Villabassa (Italia)          | Medalla de plata   | Campo a través     |
| 2009               | Graz (Austria)               | Medalla de bronce  | Campo a través     |
| 2011               | Montebelluna (Italia)        | Medalla de oro     | Campo a través     |
| 2013               | Kirchberg (Austria)          | Medalla de oro     | Campo a través     |
| 2014               | Pietermaritzburg (Sudáfrica) | Medalla de bronce  | Campo a través     |
| 2015               | Val Gardena (Italia)         | Medalla de plata   | Campo a través     |
| Campeonato Europeo |                              |                    |                    |
| Año                | Lugar                        | Medalla            | Competición        |
| 2007               | Sankt Wendel (Alemania)      | Medalla de oro     | Campo a través     |
| 2013               | Singen (Alemania)            | Medalla de plata   | Campo a través     |
| 2014               | Ballyhoura (Irlanda)         | Medalla de oro     | Campo a través     |